# 王鸿猷

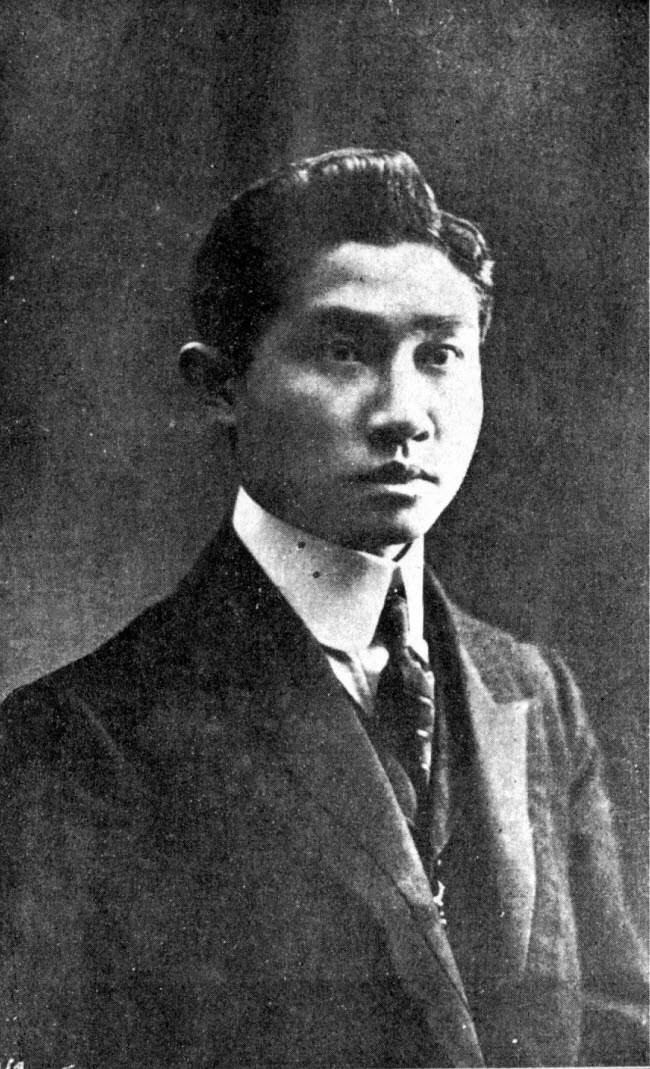

王鸿猷（1878年—1916年），亦名朝鼎，字子匡，中国湖北咸宁人。中国民主革命家。

## 生平
王鸿猷自幼在家读书，后赴武汉求学。清光绪卅年（1904年），王鸿猷获得公费派赴比利时留学的机会，到比利时学习政治经济学。1905年春，王鸿猷在比利时首都布鲁塞尔加入孙中山建立的革命团体，后该团体改为中国同盟会布鲁塞尔支会，王鸿猷同时转为同盟会会员。在欧洲期间，王鸿猷常在英、法各国奔走，与孙中山常有书信往来。1909年10月8日，孙中山为商议办《学报》之事，从英国伦敦致函王鸿猷，提出办报的宗旨是“可作交通内地各省有心人之机关，又可作联络欧洲学界之枢纽”，并委托王鸿猷办报。此后，王鸿猷帮助孙中山组织了公民党，用以联络留学欧洲的中国学生。辛亥革命后，王鸿猷随孙中山回到中国，任南京临时政府财政部次长。1912年3月，王鸿猷兼任江南造币总厂正长，但未赴任。南北议和后，王鸿猷赴北京，然而未被袁世凯重用。民国五年（1916年），王鸿猷在北京病逝。